# Erbograph Company
Erbograph Company foi uma companhia cinematográfica estadunidense da era do cinema mudo, que foi responsável pela produção de oito filmes entre 1916 e 1917.

## Histórico

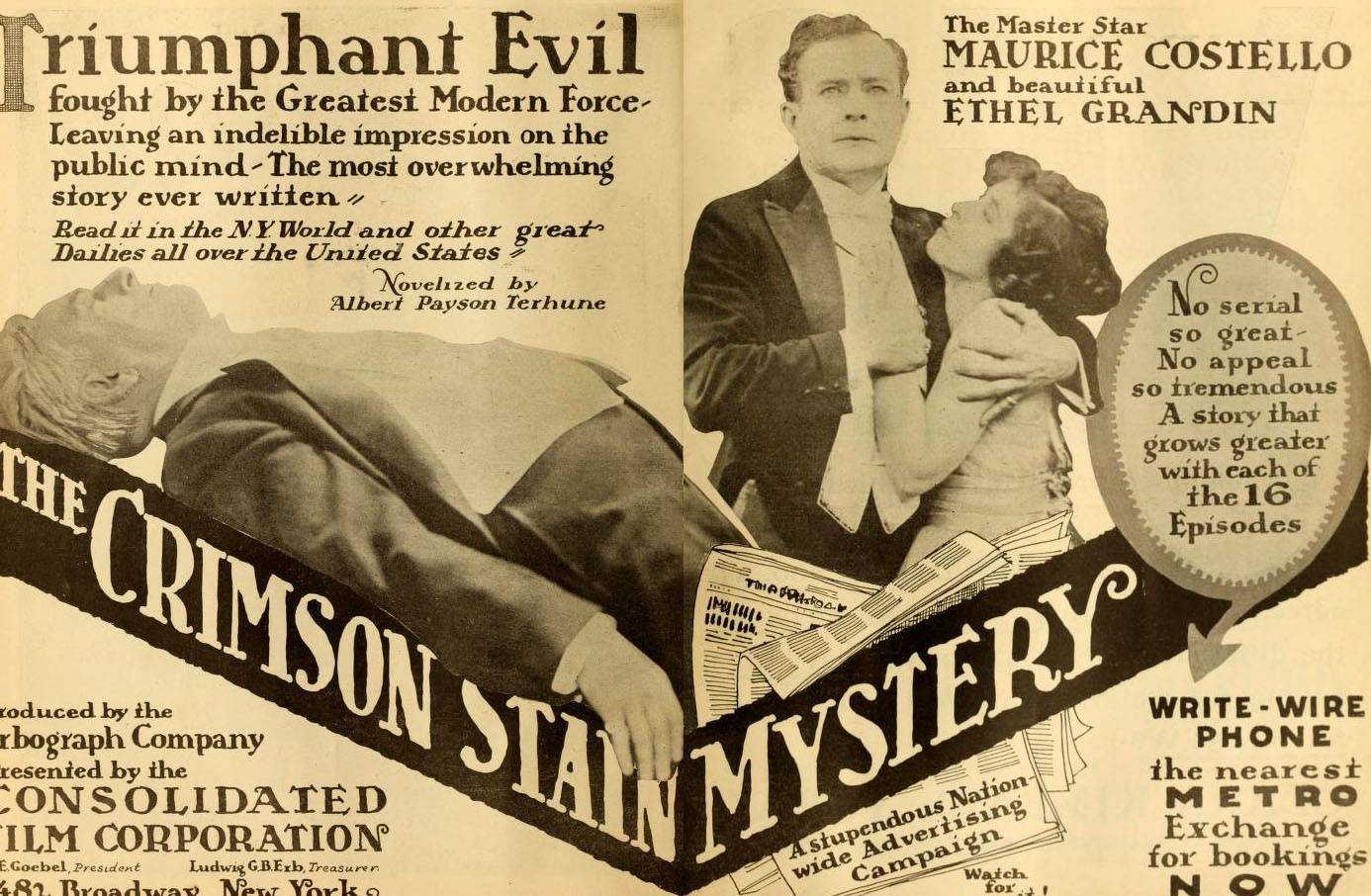
Anúncio do seriado The Crimson Stain Mystery, único seriado do estúdio, em 1916.

Fundada em 1916, encabeçada por Otto E. Goebel e Ludwig G.B. Erb, em 1917 fez parceria com uma segunda companhia, encabeçada por Marian Shwayne, com Joseph Levering como diretor.
A distribuição de seus filmes era feita pela Art Dramas.

## Filmografia
- The Crimson Stain Mystery (1916), seu único seriado, co-produzido pela Erbograph & Consolidated Film Corporation e distribuído pela Metro Pictures Corporation
- Infidelity (1917), dirigido e roteirizado por Ashley Miller e estrelado por Anna Q. Nilsson
- The Moral Code (1917), dirigido e roteirizado por Ashley Miller e estrelado por Anna Q. Nilsson
- The Inevitable (1917), estrelado por Anna Q. Nilsson
- Little Miss Fortune (1917), dirigido por Joseph Levering e estrelado por Marian Swayne
- The Road Between (1917), dirigido por Joseph Levering e estrelado por Marian Swayne
- The Little Samaritan (1917), dirigido por Joseph Levering e estrelado por Marian Swayne
- The Victim (1917), co-produzido por Catholic Art Association[9]